# Marian Reeves
Marian Reeves (Lewisham, 19 febbraio 1879 – 30 agosto 1961) è stata un'attivista britannica.

## Biografia
Nata a Lewisham, allora parte del Kent, la Reeves si interessò al Suffragio femminile e si unì alla Women's Freedom League (WFL) nel 1909. A poco a poco divenne importante nel gruppo, e nel 1918 fu la segretaria del suo ramo a Kensington. A quel tempo il gruppo aveva ampliato i suoi interessi per fare campagna su una vasta gamma di questioni femministe.
Durante gli anni '20, la Reeves fu impegnata nella sezione editoriale della WFL, la Minerva Publishing Company e a metà del decennio divenne la manager del Minerva Club, il club residenziale della WFL a Brunswick Square. Questa propaggine del suffragio era stata fondata da Elizabeth Knight e Alice Green. Il club veniva utilizzato per le riunioni, ma servì anche come un ostello per gli attivisti del suffragio e le feste di compleanno annuali per la raccolta fondi erano organizzate da Charlotte Despard, che viaggiava ogni anno dall'Irlanda per partecipare.
Il club era nel cuore di Bloomsbury e la Reeves fece amicizia con molti del Bloomsbury Group. Conobbe anche molti altri residenti della zona e durante la seconda guerra mondiale fondò la London Emergency Apartment Keepers' Society (LEAKS) per sostenere i molti proprietari dei locali pensioni e hotel.
La Reeves prestò servizio per molti anni nell'esecutivo nazionale della WFL e alla fine diventato presidente dell'organizzazione. Fece parte di numerosi comitati, tra cui quelli della Campagna per la parità di retribuzione, dell'Associazione per l'igiene morale e sociale, del Consiglio a porte aperte, del Comitato per le donne sposate di nazionalità e del Comitato per la parità delle donne. Ha fatto parte del consiglio consultivo delle donne dell'Associazione delle Nazioni Unite ed è stata vicepresidente della British Commonwealth League, del Comitato per lo status delle donne e della Suffragette Fellowship. Partecipò regolarmente ai congressi dell'Alleanza Internazionale delle Donne e fu nel 1961, mentre viaggiava in Irlanda dopo un congresso, che morì.